# Джинараджадаса, Чуруппумулладж
Чуруппумулладж Джинараджадаса (англ. Curuppumullage Jinarajadasa; 16 декабря 1875 — 18 июня 1953) — теософ, писатель, четвёртый президент Теософского Общества Адьяр. В сферу интересов Джинараджадасы входили философия, литература, искусство, религия, наука и оккультизм. Он был также одарённым лингвистом, свободно владевшим несколькими европейскими языками.

## Биография

### Буддийская школа
Чуруппумулладж Джинараджадаса родился 16 декабря 1875 года на Цейлоне в сингальской буддийской семье. Его первое знакомство с теософией состоялось в возрасте тринадцати лет, когда он, будучи учащимся английской буддийской школы, встретился с Ч. Ледбитером, первым директором этой школы.

### В Англии
Год спустя Джинараджадаса вместе с Ледбитером направился в Англию, с целью обучения там вместе с сыном А. П. Синнетта. В 1889 году он впервые встретился с Е. П. Блаватской. В ноябре того же года он стал учеником (челой) махатмы Кут Хуми. Через Лондонскую Ложу 14 марта 1893 года он был принят в Теософское общество. В 1894 году, как чела Учителя, он был допущен во внутреннюю группу Лондонской Ложи и участвовал в более тесных и неофициальных собраниях группы, которые проводились почти каждое воскресенье в библиотеке Синнетта.
В то время Джинараджадаса жил вместе Ледбитером и выполнял функции секретаря, переписывая его рукописи. В своей статье «Как был написан „Астральный план“» Джинараджадаса утверждал, что был свидетелем пересылки оккультным способом рукописи книги «Астральный план» из Лондона в Тибет, после того как махатма Кут Хуми попросил её у Ледбитера.
В 1896 году Джинараджадаса поступил в Кембриджский университет, где в течение четырёх лет изучал языки и право и затем получил диплом с отличием по восточным языкам. После возвращения на родину в течение двух лет работает в Коломбо заместителем директора Ананда Колледжа, основанного Ледбитером.

### Лекционная работа
В 1902 году, приехав в Павию (Италия), изучал в местном университете литературу. В 1904 году отправился в Америку, где начал свою деятельность международного лектора Теософского Общества, обращаясь к слушателям в различных странах мира на английском, французском, итальянском, испанском и португальском языках.
Джинараджадаса три раза совершил кругосветное путешествие, проводя теософскую работу в Центральной и Южной Америке, Мексике, на Антильских островах, в Австралии, Новой Зеландии, Китае, на Яве, в Японии и в других странах, где он рассказывал о принципах теософического учения и, главным образом, о том, как жить в согласии с Законами Высшей Жизни.

#### «Практическая теософия»
Книга «Практическая теософия» составлена из лекций, которые Джинараджадаса прочитал в Чикаго (США) в 1910 году.
В начале книги автор утверждает, что ценность теософии как философии поведения состоит в том, что теософия подходит любому человеку в любое время и для любого рода деятельности. Содержа универсальные истины, касающиеся глубочайших проблем бытия, она в то же время говорит нам правду, проливающую свет на самые незначительные явления нашей повседневной жизни. Человек, однажды овладевший теософскими принципами, пусть даже только интеллектуально, уже никогда их не оставит.
Далее Джинараджадаса говорит о трёх фундаментальных истинах теософии, изменяющих отношение человека к жизни, как только он начинает их применять.
Первая истина состоит в том, что человек — это душа, а не тело; тело — просто инструмент, используемый душой, и оно может быть оставлено, например, в конце жизни, когда больше не подходит для исполнения намерений души. Эта истина говорит также о реинкарнации, или процессе повторения рождений на земле, благодаря чему душа поэтапно увеличивает свой опыт, таким образом, медленно возрастая и в мудрости, и в силе, и в красоте.
Вторая истина говорит нам, что цель жизни — не созерцание, но действие, и что каждое действие в жизни человека должно быть руководимо пониманием необходимости его гармоничного соответствия плану эволюции. Чем больше душа сотрудничает с эволюционным планом, тем счастливее, мудрее и великолепнее она становится.
Третья истина заключается в том, что каждый человек связан невидимыми узами со всеми своими собратьями; что только когда он помогает целому, частью которого он является, он действительно помогает себе. Потому любовь к собратьям и альтруизм в высшей форме являются неотъемлемым условием роста.
Далее Джинараджадаса подробно останавливается на практическом применении теософских истин в семье, в школе, в бизнесе, в науке, в искусстве и в государственных делах.
В свете теософии семья — это место встречи душ, которые должны помогать друг другу в совершенствовании. Никто не приходит в семью просто волей случая. Старшие и младшие, хозяева и слуги, гости и даже домашние животные находятся в семье, ибо каждый из них может помочь и принять помощь. В эволюционном плане нет такой вещи, как случайность — каждый приходит и уходит, чтобы стать членом семьи надолго или ненадолго, насколько он может сотрудничать, чтобы способствовать продвижению всех членов семьи. У каждого человека как члена семьи определённая роль, и его рост, как души, осуществляется путём исполнения этой роли со всей полнотой, какую только позволяют его способности. 
Родители обеспечивают своему ребёнку лишь тело, душа же его живёт своей независимой жизнью и берёт на себя заботы о предоставленном ей теле, потому что надеется через это тело развиться. Только в телесном смысле родители всегда старше, но, как душа, ребёнок часто бывает наравне с родителями, а иногда оказывается мудрее, способнее и развитее, чем они. Фраза «моё дитя» не даёт права на судьбу ребенка, она даёт только привилегию помочь братской душе в её эволюции. Так как родители развиваются, учась помогать своим братьям, то в качестве таковых им и посылаются их дети.
Если перейти к таким семейным отношениям, как супружеские, то теософия учит, что муж и жена имеют в жизни равные права, привилегии и ответственность. То, что свело их вместе — это ряд обязательств и привилегий, в совокупности называемый кармой. В этой жизни они встретились не впервые, они уже встречались в других жизнях и вместе создали связывающую их карму. Они также создали карму и с другими душами, которые пришли к ним как их дети и другие, зависимые от них люди. Это их долг по отношению друг к другу и к окружающим их домашним, то есть их карма соединила и соединяет души, делая их мужем и женой. Рождение детей или их потеря, беспокойство и забота о них, их радости или печали, всё вместе — это опыты, ведущие к продвижению душ. Семья не является местом встречи на несколько коротких лет простых путников, затем навечно оставляющих друг друга. Это больше похоже на театр или на концертный зал, где репетируется драма или композиция, чтобы все исполнители могли научиться играть свои роли с красотой и достоинством.
Не лишены сходства с этим и отношения в доме между хозяином и слугой. Обычно там, где существует такая связь, слуга бывает менее развит, чем хозяин. Он появляется в этой семье, потому что там ему могут помочь в росте окружающие его старшие души. Будучи слугой, можно заработать множество добродетелей, которые в следующей жизни, в которой будут лучшие возможности, приведут к великим делам. А те, кто, будучи хозяевами, ещё не приобрели таких добродетелей, будут вынуждены вернуться к жизни слуг в следующей жизни.
«Рабом трудившийся когда-то станет принцем,

Достоинство, заслуги обретёт.

Царь будет пущен по миру в лохмотьях:

Всё превращается, и как придёт, так и уйдёт».

### Вице-президент, редактор, президент
В 1916 году Джинараджадаса женился на английской феминистке Дороти М. Грэхем (англ. Dorothy M. Graham), которая в 1917 году основала «Женскую Индийскую Ассоциацию» (англ. Women's Indian Association).
С 1921 по 1928 год он был вице-президентом Теософского Общества, после смерти д-ра Арундейла в 1946 году был избран президентом Общества.
Был редактором журнала «The Theosophist» около трёх лет с 1931 по 1933 год (во время последней болезни д-ра Безант) и в течение всего срока своего президентства.
Джинараджадаса умер 18 июня 1953 года, спустя несколько месяцев после ухода по состоянию здоровья с поста президента Общества.

### На русском языке
- Как был написан «Астральный план» // Вестник теософии : журнал. — 2008. — № 1. — С. 24—26.
- Основные идеи теософии.
- Письма К. Х. Ч. У. Ледбитеру. — 2013.
- Практическая теософия.
- Письма Учителей мудрости / Под ред. Ч. Джинараджадасы. — Т. 1.
- Письма Учителей мудрости / Под ред. Ч. Джинараджадасы. — Т. 2.
- Учение махатм = The Early Teachings of the Masters / Пер. с англ. Л. Н. Орленко. — М.: Сфера, 2000. — 304 с. — 5000 экз. — ISBN 5850000380.

## Комментарии
1. ↑  "Works: 351 works in 807 publications in 10 languages and 2,817 library holdings"
 // WorldCat
2. ↑  См. «Свет Азии» Эдвина Aрнольда.
3. ↑  Джордж Арундейл (1878—1945) — третий президент Теософского Общества Адьяр.